# Memorial Rik Van Steenbergen 2003
Il Memorial Rik Van Steenbergen 2003, tredicesima edizione della corsa, si svolse il 10 settembre 2003 su un percorso di 199 km, con partenza e arrivo ad Aartselaar. Fu vinto dal belga Niko Eeckhout della Lotto-Domo davanti al francese Cédric Vasseur e al belga Johan Museeuw.

## Ordine d'arrivo (Top 10)
| Pos. | Corridore       | Squadra                 | Tempo    |
| ---- | --------------- | ----------------------- | -------- |
| 1    | Niko Eeckhout   | Lotto-Domo              | 4h42'00" |
| 2    | Cédric Vasseur  | Cofidis                 | a 2"     |
| 3    | Johan Museeuw   | Quick Step              | a 9"     |
| 4    | Stefan van Dijk | Lotto-Domo              | a 16"    |
| 5    | Roy Sentjens    | Rabobank                | s.t.     |
| 6    | Nick Nuyens     | Quick Step              | s.t.     |
| 7    | Andy De Smet    | Palmans-Collstrop       | s.t.     |
| 8    | Jan Kuyckx      | Vlaanderen-T Interim    | s.t.     |
| 9    | Andrej Kašeckin | Quick Step              | s.t.     |
| 10   | Bert De Waele   | Landbouwkrediet-Colnago | s.t.     |